# Ferdinand Pelzer
Ferdinand Pelzer   (Trèveris, 31 d'agost de 1801 - Londres, 1861) va ser un professor de música alemany, guitarrista i compositor.
El 1821 va viure a Mülheim, on va néixer les seves filles Julia Pelzer i Catalina Josepha, que es va conèixer com a guitarrista i compositora "Madam Sidney Pratten" (1821-1895). Amb la seva família, va arribar a viure a Anglaterra a partir de 1829. Entre 1833 i 1835, va ser coeditor (amb Felix Horetzky i Leonhard Schulz) de The Giulianiad, un primer diari de guitarra. Va escriure moltes composicions curtes i arranjaments per a guitarra solista, així com acompanyaments de guitarres per a cançons populars.
Pelzer va viatjar i va ensenyar àmpliament a Anglaterra i Irlanda. Va contribuir de forma destacada a l'educació musical anglesa.
Tot i que l'ensenyament de música de Pelzer ha estat molt descuidat, la investigació sobre fonts contemporànies suggereix que el seu mètode per ensenyar el cant era millor que els de Joseph Mainzer, Bocquillon Wilhem i John Hullah.
Va morir a Londres el 1860.

## Publicacions seleccionades
- Instruccions per a la guitarra espanyola (1833)
- Music for the People, basada en el seu Sistema Universal d'Instrucció en Música (1842)